# Some Experiments

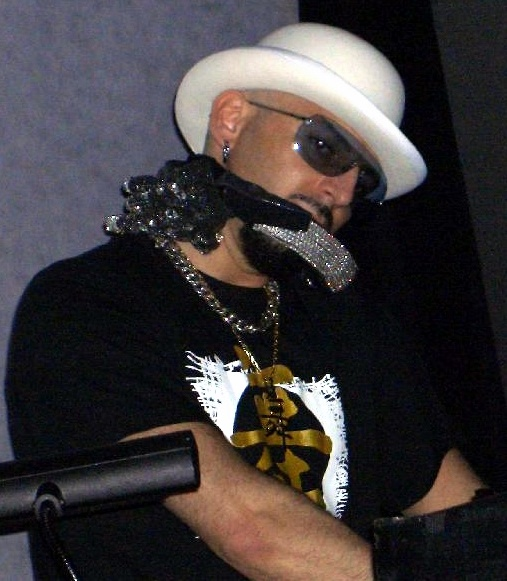
Gigi d'Agostino

 (avril 2021).
Si vous disposez d'ouvrages ou d'articles de référence ou si vous connaissez des sites web de qualité traitant du thème abordé ici, merci de compléter l'article en donnant les références utiles à sa vérifiabilité et en les liant à la section « Notes et références ».

Some Experiments est un album de Gigi d'Agostino sorti en 2006.

## Liste des titres
CD 1
1. Sbaglio (Quaflio Mix)
2. Gigi's Love
3. Raggatanz
4. Luce (Risparmio Mix)
5. Con Te Partiro
6. Don't Cry Tonight
7. Final Countdown
8. Thank You for All
9. Way (Live)
10. Passion Medley with Rectangle (Live)
11. Ancora Insieme
12. Stay
13. Those Were the Days
14. Hold On
15. Cold Wind
16. Again
17. Wherever
18. Only One

CD 2
1. I Wonder Why
2. Sbaglio
3. Rudiaga
4. Natural
5. Luce (Spreco Mix)
6. Pigia Pigia
7. Don't Cry Tonight
8. Tecno Uonz
9. Semplicemente (Legna Mix)
10. Tresca Losca
11. Non Giochiamo
12. Manovella
13. Unilaterale
14. Mas Fuerte
15. Tecno Uonz
16. Pensando
17. Semplicemente
18. Raggi di Sole
19. Rodamón